# María Teresa León
Pour les articles homonymes, voir León et Maria Leon.
María Teresa León, née le 31 octobre 1903 à Logroño et morte le 13 décembre 1988  à Madrid, est une romancière, essayiste, dramaturge et scénariste espagnole.

## Biographie
Fille d'Ángel León, colonel de l'armée d'Espagne, María Teresa grandit dans une riche maison remplie de livres. Elle vit à Madrid, à Barcelone et à Burgos. Elle lit de nombreux livres d'auteurs connus tels que Victor Hugo, Alexandre Dumas et Benito Pérez Galdós. À cause du caractère itinérant du travail de son père, le nomadisme marque profondément sa vie. Sa mère, Olivia Goyri, l'envoie étudier à l'Institution Libre d'enseignement, où sa tante, María Goyri de Menéndez Pidal, enseigne alors. Là, elle obtient un diplôme en philosophie et en Lettres.
À 16 ans, sa fugue amoureuse fait scandale. Malgré son mariage, l'année suivante, avec le journaliste et écrivain Gonzalo de Sebastián Alfaroelle, elle est déchue de ses droits sur ses deux fils et ne pourra pas les revoir avant des années. À Madrid, elle vend des voitures, fréquente le Lyceum Club, qui réunit progressistes et féministes. Amie proche de Federico Garcia Lorca - puis de son compagnon Rafael Rodríguez Rapún - , elle publie la Bella del mal amor. Elle fait partie du groupe littéraire Génération de 27 et des féministes de Las Sinsombrero.
Elle adhère au Parti communiste et épouse en 1932 le poète Rafael Alberti. Ensemble, ils voyagent dans plusieurs pays d'Europe. De retour à Madrid, María Teresa crée la revue Octubre, « pour la défense de l’URSS, contre le fascisme ». Quand éclate la révolte des mineurs des Asturies, en 1934, le couple est à Moscou, au premier congrès des écrivains. En Espagne, leur maison est fouillée. Pour le Parti communiste, ils partent aux États-Unis, puis au Mexique et à Cuba, afin de multiplier les conférences et articles pour alerter sur la menace fasciste.
Dès le début de la guerre d'Espagne qui oppose républicains et franquistes, tous deux reviennent précipitamment à Madrid où María Teresa supplie Federico García Lorca de ne pas retourner à Grenade, où l’écrivain sera fusillé par des soldats franquistes. À la fin du mois de juillet 1936, sous les bombardements, elle fait évacuer de nombreux tableaux des musées madrilènes vers des villes plus sûres. Elle fonde et anime la revue El Mono Azul, crée les Guérillas du théâtre, qui donnent des représentations près des lignes de front auprès des républicains. Secrétaire de l’Alliance des écrivains antifascistes, Marie[Qui ?] Teresa organise les réunions de 1937, qui aboutissent au congrès de Madrid pour la défense de la culture, réunissant nombre d'écrivains d’Europe et d’Amérique latine,En 1937, María Teresa León et Rafael Alberti se rendent à Moscou afin d’obtenir l’aval des Soviétiques pour la tenue du Congrès des écrivains antifascistes en Espagne. L’histoire de leur visite en URSS montre que le rôle des écrivains étrangers ne se réduisait pas à la réception passive de la propagande soviétique. Ils pouvaient également être des acteurs importants dans les processus de négociation politique.
À la fin de la guerre civile, le couple est hébergé à Paris chez Picasso et Pablo Neruda, puis chassé par le régime de Vichy. Arrivé en Argentine, une junte militaire les chassera bien plus tard. À Rome, en 1974, María Teresa continue d'écrire mais doit faire face à la maladie d’Alzheimer. Elle n’aura conscience ni de la mort du dictateur Franco ni de son retour en Espagne en 1977, après trente-huit ans d’exil. En 1988, elle est enterrée à Majadahonda, près de Madrid. Un vers de son époux est inscrit sur sa tombe : « Esta mañana, amor, tenemos veinte años ». Aïtana Alberti, sa fille, qui vit à Cuba, fait vivre sa mémoire face à l'oubli.
« Memoria de la melancolia », l'une de ses œuvres les plus populaires, est une autobiographie avec une écriture en prose particulièrement sophistiquée de ses mémoires. Les mots employés touchent le genre de la poésie. Ce style est mélangé à des moments très forts historiquement parlant, mais aussi à des périodes de sa vie, tel que son exil durant le régime franquiste, ou ses amitiés avec les poètes de la Génération 27. Grâce au point de vue qu’elle nous transmet dans ce livre, le lecteur peut découvrir certains éléments historiques d’un œil nouveau.

## Œuvres

### Théâtre
- Huelga en el puerto, 1933
- Misericordia, 1933
- La tragedia optimista, 1937
- La libertad en el tejado, 1989

### Roman
- Contra viento y marea, 1941
- El gran amor de Gustavo Adolfo Bécquer, 1946
- Don Rodrigo Díaz de Vivar, el Cid campeador, 1954
- Juego limpio, Goyanarte, Buenos Aires, 1959

- traduit en français sous le titre Les Tréteaux de Madrid par Gisèle Ventajou, Condé-sur-Escaut, Les Éditeurs français réunis, 1965 (BNF 33076923)
- Doña Jimena Díaz de Vivar, gran señora de todos los deberes, 1960
- Menesteos, marinero de abril, 1965
- Cervantes. El soldado que nos enseñó a hablar, 1978

### Récit
- Cuentos para soñar, 1928
- La bella del mal de amor, 1930
- Rosa-Fría, patinadora de la luna, 1934
- Cuentos de la España actual, 1935
- Una estrella roja, 1937
- Morirás lejos, 1942
- Las peregrinaciones de Teresa, 1950
- Fábulas del tiempo amargo, 1962

### Essai
- Crónica General de la Guerra Civil, 1939
- La historia tiene la palabra, 1944

### Scénario
- Los ojos más bellos del mundo, 1943
- La dama duende, 1945
- El gran amor de Bécquer, 1946

### Divers
- Nuestro hogar de cada día, 1958
- Sonríe China, 1958, mélanges
- Memoria de la melancolía, 1970, biographie